# Érosion des sols

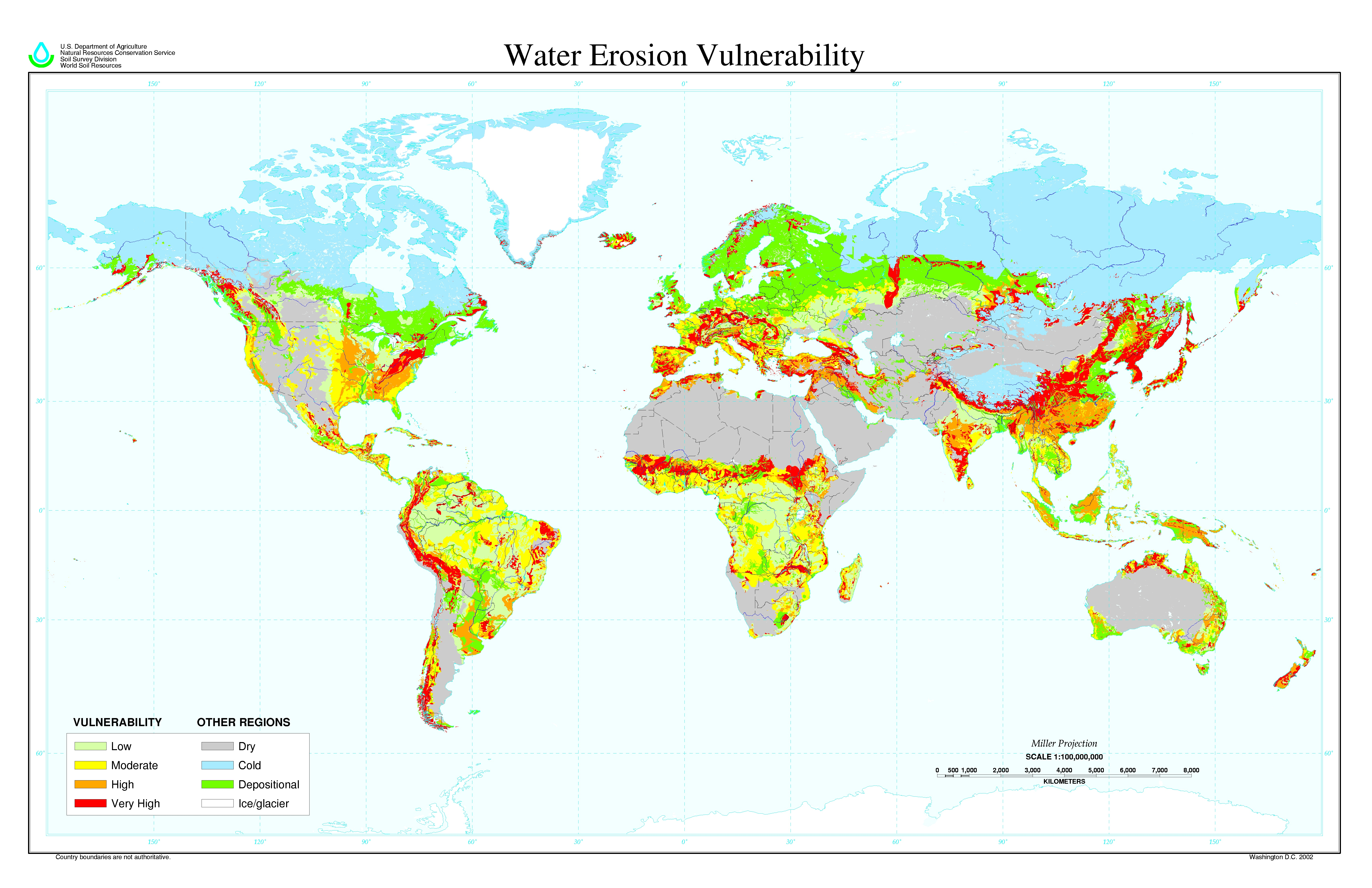
Cartographie mondiale de la vulnérabilité des sols à l'érosion hydrique. Des taux d'érosion deux fois plus élevé que le taux de formation des sols (voire quarante fois soit 1 mm/an dans les pays développés actuels dont l'agriculture productiviste se traduit par un labour ou un travail du sol intensif) explique l'espérance de vie des grandes civilisations antiques rythmés par la loi des cycles millénaires avec une phase d'expansion suivie d'une phase de déclin (en moyenne de 800 à 2000 ans, donnée compatible avec l'érosion complète des couches arables et fertiles par leur culture intensive reposant sur environ un mètre de terre végétale),,.

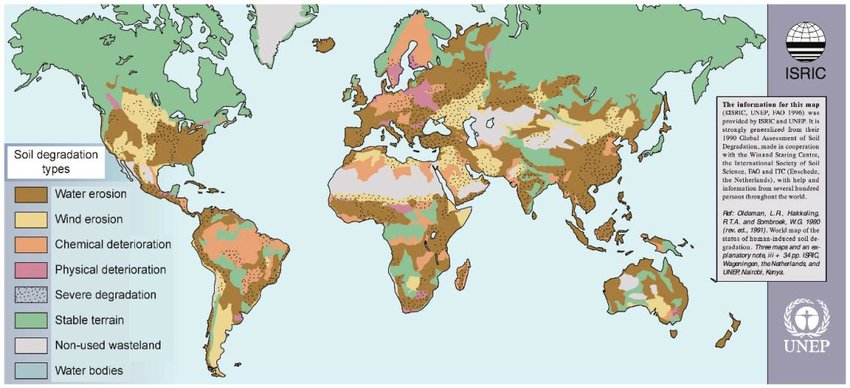
Carte mondiale de la dégradation des sols établie en 2017. Selon le rapport de 2015 de la FAO et l'ITPS sur l'« État des ressources du sol dans le monde », un tiers des terres arables de la planète sont plus ou moins menacées de disparaître. Les principales menaces sont l'érosion des sols (par l'eau, le vent ou le labour), la perte de carbone organique et les déséquilibres nutritifs liés principalement au changement d'affectation des sols (urbanisation, défrichement), ainsi qu'à l'intensification de l'agriculture et de la déforestation.

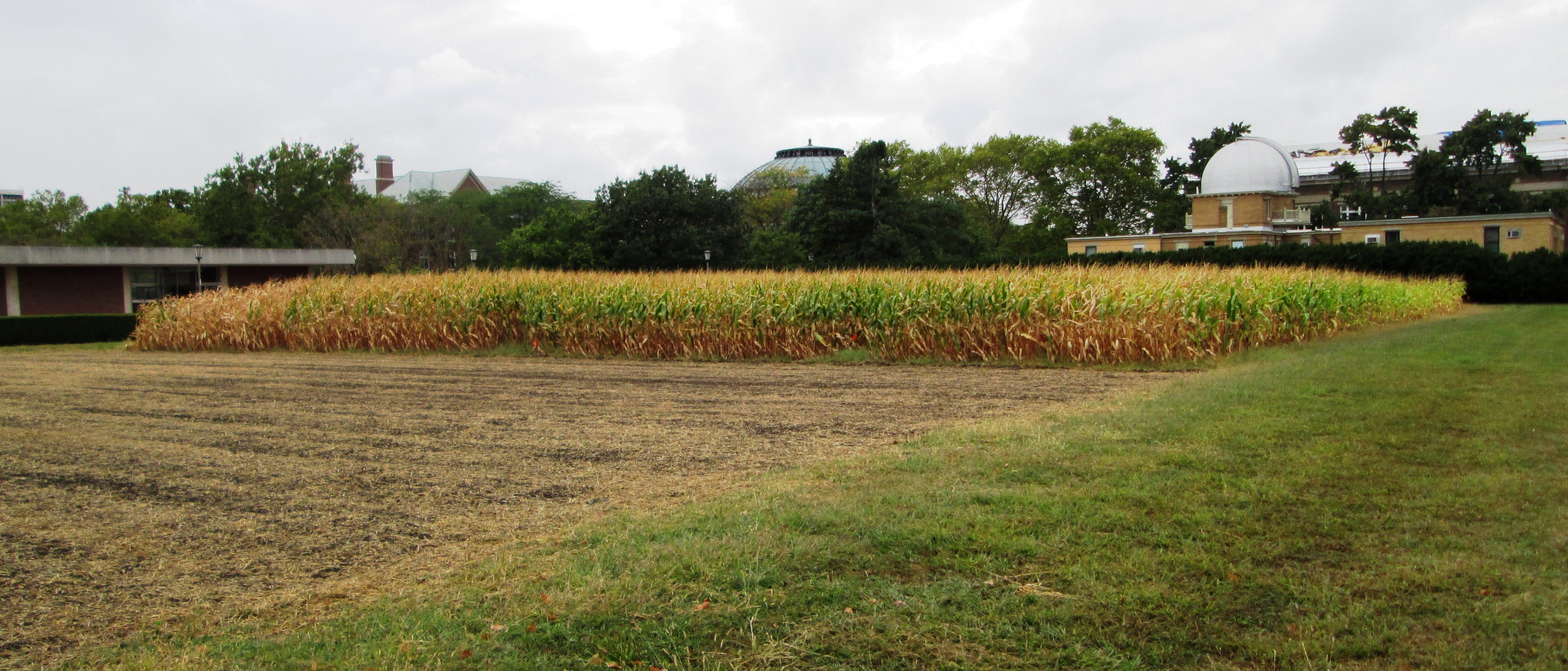
Les essais culturaux de Morrow Plots montrent que la surface cultivée depuis cette époque est 50 cm plus basse que la bande restée en herbe (photo prise en 2013). Le labour favorise une vitesse d'érosion de 1 à 10 mm par an en moyenne, soit dix fois plus vite qu'un sol couvert.

L’érosion des sols  est un phénomène de déplacement des matériaux à la surface de la couche la plus externe de la croûte terrestre. Elle est une des formes de régression et dégradation des sols. La protection contre cette érosion est un enjeu pour la préservation de la qualité agronomique des sols agricoles, de la qualité des eaux de surface et de la sécurité des habitations et des infrastructures (recouvrement des chaussées, apparition de coulées boueuses, colmatage ou comblement des réseaux de collecte des eaux pluviales) .

## Facteurs d'érosion

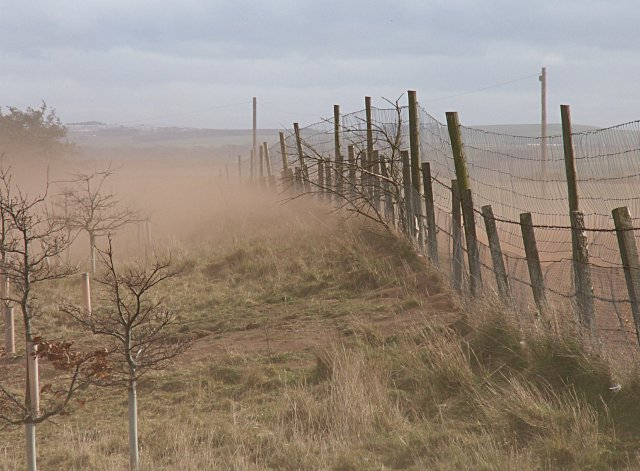
Érosion éolienne.

Les principaux facteurs d'érosion, sont :
- les précipitations : érosion hydrique due à l'impact de la pluie sur le sol (effet splash influencé par la texture du sol, l'intensité des pluies, le couvert végétal, le taux d'infiltration qui diminue sous l'effet du gel, de l'encroûtement ou du compactage de sol et augmente avec les techniques culturales simplifiées), à la fonte des neiges ;
- le vent : érosion éolienne ;

L'érosion des sols est favorisée par plusieurs facteurs anthropiques : artificialisation et imperméabilisation des sols, déforestation, pratiques de travail du sol (labourage qui favorise la minéralisation de la matière organique), pratiques culturales (mise en culture de prairies, surpâturage, interculture nue avec résidus de culture, bandes enherbées…) et pratiques de gestion des terres (remembrement).

## Paramètre d'érosion
Les risques d'érosion des sols due au précipitations sont fonction de deux paramètres, l'indice d'érosivité (qui correspond à la capacité de la pluie et du ruissellement à détacher des particules et à les transporter) et l'indice d'érodabilité (en) (qui repose sur la vulnérabilité des sols et de la topographie aux agents érosifs).

## Formes d'érosion hydrique
L'érosion hydrique peut prendre différentes formes, :
- Érosion en nappe (en) (appelée aussi érosion interrigoles) : érosion diffuse sur le versant, avec une vitesse d'écoulement faible ;
- Érosion en rigole : si la vitesse du ruissellement est forte, l'augmentation de débit et l'apparition de tourbillons provoque un affouillement qui crée une rupture dans la pente, à partir de laquelle se développe une rigole. La concentration du ruissellement est favorisée par des motifs linéaires (traces de roues, lignes de semis, talwegs, fourrières, dérayures) ;
- Érosion par ravinement : érosion linéaire concentrée sur des structures linéaires plus marquées et plus durables. Une distinction est parfois faite entre rigoles (profondeur inférieure à 15 cm), ravines (profondeur comprise entre 15 et 45 cm) et fossés (profondeur supérieure à 45 cm)[17] ;
- Érosion des berges (en).

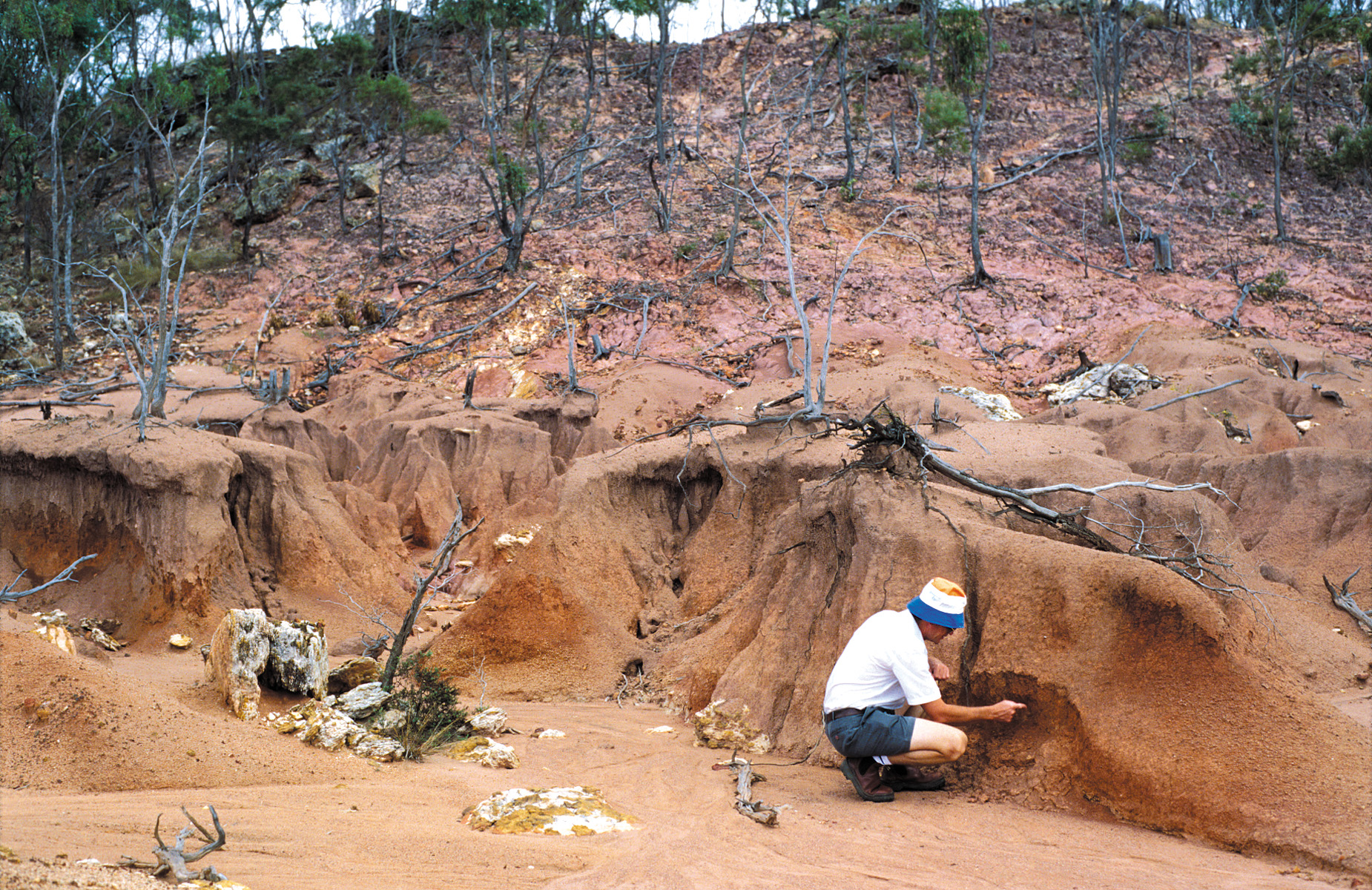
Érosion en nappe.
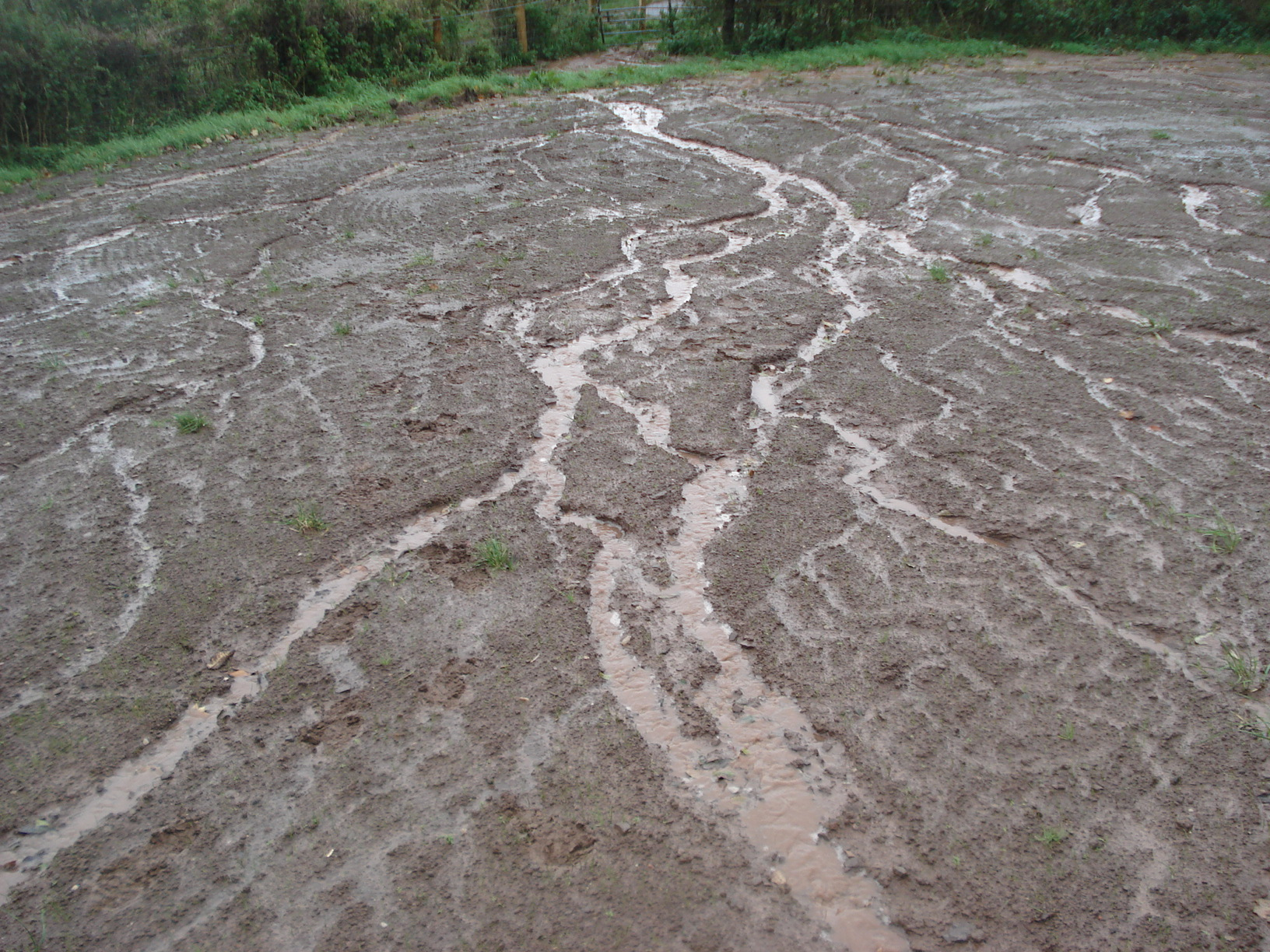
Érosion en rigole.
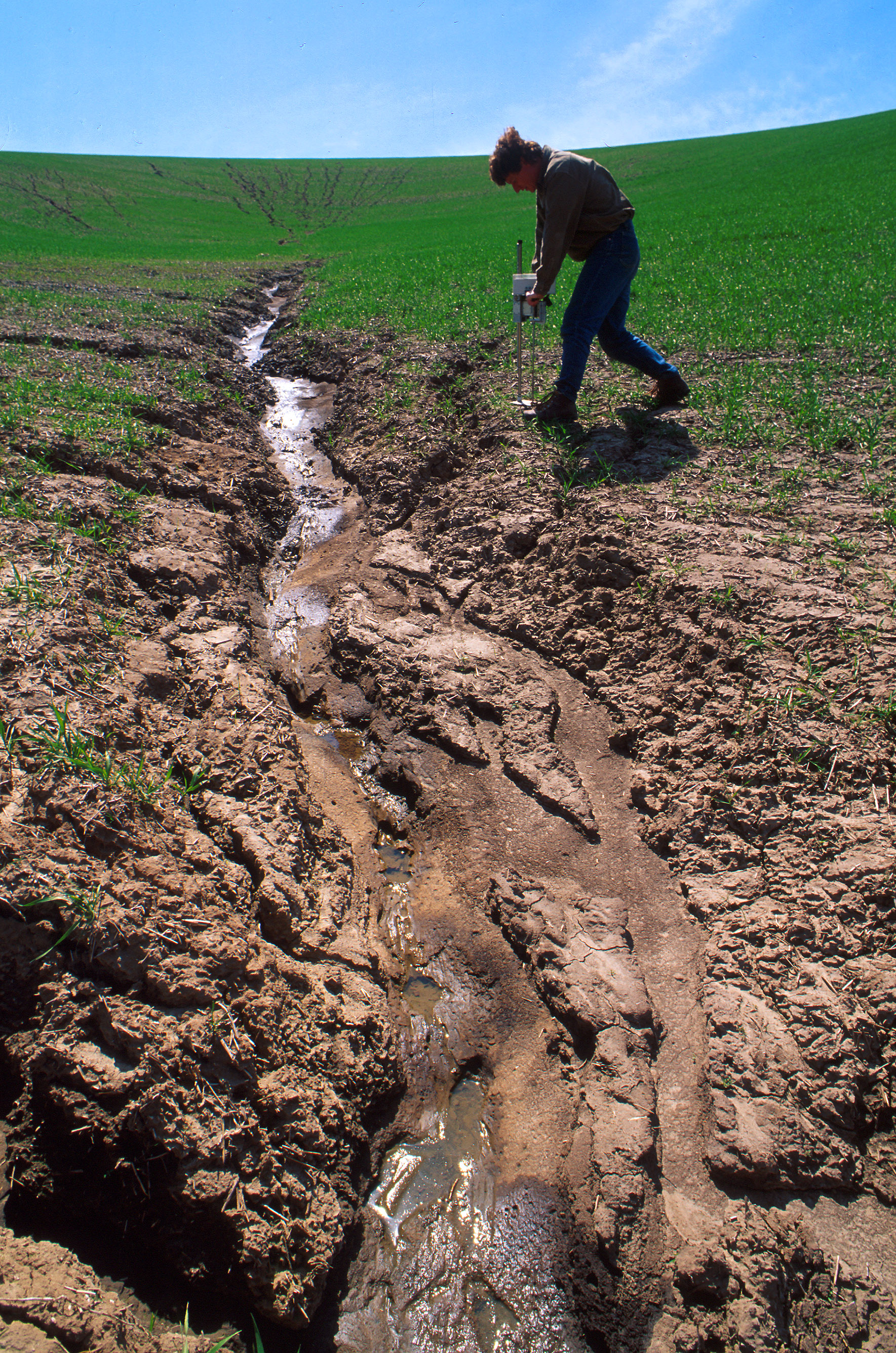
Érosion par ravinement dans un champ cultivé.
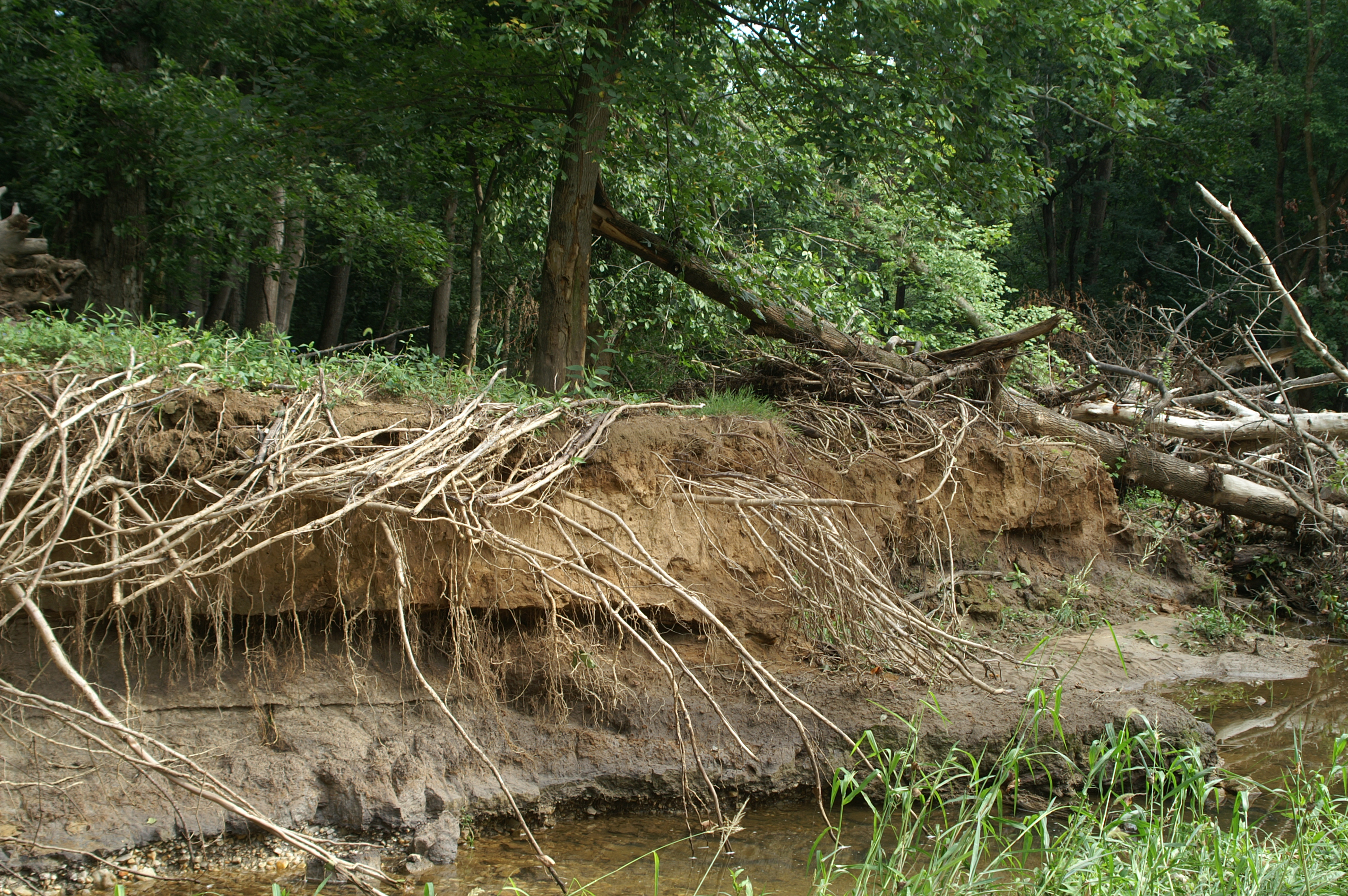
Érosion des berges : sapement de pied par affouillement.

## Érosion des sols et développement durable
Les taux d'érosion géologique pour les cratons continentaux, à pente très faible, sont très réduits (< 10-4 à 0,01 mm/an). Ils sont moyens pour les sols à couvert végétal en pente modérée (0,001 à 1 mm/an), et élevés pour les sols alpins à pente forte (0,1 à > 10 mm/an). Les champs cultivés de toutes ces différentes régions, même en pente faible, ont des taux d'érosion similaire aux terrains alpins en raison du travail du sol intensif (diminution de la couche de terre arable, lessivage et entraînement des éléments nutritifs, perte de matière organique). En règle générale, les programmes de conservation des sols considèrent que la tolérance de perte de sol (en) est comprise entre 0,4 à 1 mm d'érosion de sol par an, ce qui correspond à cinq à douze tonnes/ha/an. Ainsi, « l'érosion des sols cultivés en agriculture conventionnelle est, en moyenne mondiale, de l'ordre d'un mm de sol par an. C'est dix à cent fois plus que les niveaux naturels d'érosion (chiffre variant selon la méthode d'estimation de ces derniers) et quinze à vingt fois plus que les vitesses de formation du sol ». 

L'érosion des sols est souvent citée par les historiens comme ayant contribué, avec d'autres facteurs abiotiques tels que les changements climatiques, au déclin de civilisations (au Moyen-Orient, en Grèce et Rome antique, en Mésoamérique avec la civilisation maya). La même menace pèse actuellement et pose l'enjeu central du débat autour d'une agriculture durable.
La protection de l'érosion des sols s'inscrit dans les logiques du développement durable. L'Agence européenne pour l'environnement évalue en effet à 17 % la surface du territoire européen affectée, à des degrés divers, par cette érosion. « Dans toute l'Europe, l'aggravation des phénomènes d'érosion a été observée localement, soit en raison des activités humaines, soit du fait des évolutions climatiques ».